# Copa Sudamericana 2019
Navigation
Édition précédente Édition suivante
La Copa Sudamericana 2019, officiellement Copa Conmebol Sudamericana 2019, est la 18e édition de la Copa Sudamericana, équivalent sud-américain de la Ligue Europa. Le vainqueur se qualifie pour la Copa Libertadores 2020, la Recopa Sudamericana 2020 et pour la Coupe Levain 2020. 54 clubs sont engagés dans cette édition : quatre clubs par fédération nationale, sauf pour les fédérations argentine et brésilienne, qui engagent respectivement six clubs, puis les deux meilleurs perdants du troisième tour préliminaire de la Copa Libertadores, et les huit troisièmes de la Copa Libertadores sont repêchés en Copa Sudamericana.
Le 14 août 2018 la CONMEBOL annonce qu'à partir de cette édition la finale se jouera sur un match unique. Initialement, la ville de Lima au Pérou est désignée pour l'organisation de cette rencontre. Cependant, le 9 mai 2019, la CONMEBOL change la ville d'accueil de la finale et opte pour Asuncion, capitale du Paraguay.

## Règles
Le format de la compétition est toujours le même et consiste en une série de matchs aller-retour à élimination directe. Les clubs sont départagés ainsi :
- Nombre de buts marqués sur l'ensemble des deux rencontres,
- Nombre de buts marqués à l'extérieur.

En cas d'égalité à la fin du second match, une séance de tirs au but est organisée. Il n'y a pas de prolongations.

## Clubs participants
| Deuxième tour | Deuxième tour | Deuxième tour | Deuxième tour | Deuxième tour | Deuxième tour | Deuxième tour | Deuxième tour | Deuxième tour | Deuxième tour | Deuxième tour | Deuxième tour | Deuxième tour | Deuxième tour | Deuxième tour | Deuxième tour |
| --- | --- | --- | --- | --- | --- | --- | --- | --- | --- | --- | --- | --- | --- | --- | --- |
| - 2 meilleurs repêchés du 3e tour de qualification de la Copa Libertadores : - Atlético Nacional - Caracas FC | - 2 meilleurs repêchés du 3e tour de qualification de la Copa Libertadores : - Atlético Nacional - Caracas FC | - 2 meilleurs repêchés du 3e tour de qualification de la Copa Libertadores : - Atlético Nacional - Caracas FC | - 2 meilleurs repêchés du 3e tour de qualification de la Copa Libertadores : - Atlético Nacional - Caracas FC | - 2 meilleurs repêchés du 3e tour de qualification de la Copa Libertadores : - Atlético Nacional - Caracas FC | - 2 meilleurs repêchés du 3e tour de qualification de la Copa Libertadores : - Atlético Nacional - Caracas FC | - 2 meilleurs repêchés du 3e tour de qualification de la Copa Libertadores : - Atlético Nacional - Caracas FC | - 2 meilleurs repêchés du 3e tour de qualification de la Copa Libertadores : - Atlético Nacional - Caracas FC | - 8 équipes placés 3e dans les poules de la Copa Libertadores : - Club Deportivo Palestino - Club Deportivo Lara - Club Sporting Cristal - Club Atlético Peñarol - Atlético Mineiro - FBC Melgar - Deportes Tolima - CD Universidad Católica | - 8 équipes placés 3e dans les poules de la Copa Libertadores : - Club Deportivo Palestino - Club Deportivo Lara - Club Sporting Cristal - Club Atlético Peñarol - Atlético Mineiro - FBC Melgar - Deportes Tolima - CD Universidad Católica | - 8 équipes placés 3e dans les poules de la Copa Libertadores : - Club Deportivo Palestino - Club Deportivo Lara - Club Sporting Cristal - Club Atlético Peñarol - Atlético Mineiro - FBC Melgar - Deportes Tolima - CD Universidad Católica | - 8 équipes placés 3e dans les poules de la Copa Libertadores : - Club Deportivo Palestino - Club Deportivo Lara - Club Sporting Cristal - Club Atlético Peñarol - Atlético Mineiro - FBC Melgar - Deportes Tolima - CD Universidad Católica | - 8 équipes placés 3e dans les poules de la Copa Libertadores : - Club Deportivo Palestino - Club Deportivo Lara - Club Sporting Cristal - Club Atlético Peñarol - Atlético Mineiro - FBC Melgar - Deportes Tolima - CD Universidad Católica | - 8 équipes placés 3e dans les poules de la Copa Libertadores : - Club Deportivo Palestino - Club Deportivo Lara - Club Sporting Cristal - Club Atlético Peñarol - Atlético Mineiro - FBC Melgar - Deportes Tolima - CD Universidad Católica | - 8 équipes placés 3e dans les poules de la Copa Libertadores : - Club Deportivo Palestino - Club Deportivo Lara - Club Sporting Cristal - Club Atlético Peñarol - Atlético Mineiro - FBC Melgar - Deportes Tolima - CD Universidad Católica | - 8 équipes placés 3e dans les poules de la Copa Libertadores : - Club Deportivo Palestino - Club Deportivo Lara - Club Sporting Cristal - Club Atlético Peñarol - Atlético Mineiro - FBC Melgar - Deportes Tolima - CD Universidad Católica |
| Premier tour | | | | | | | | | | | | | | | |
| - CA Independiente 6e du Championnat d'Argentine 2017-2018 - Racing Club 7e du Championnat d'Argentine 2017-2018 - Defensa y Justicia 9e du Championnat d'Argentine 2017-2018 - CA Unión 10e du Championnat d'Argentine 2017-2018 - Colon 11e du Championnat d'Argentine 2017-2018 - Argentinos Juniors 12e du Championnat d'Argentine 2017-2018 - Royal Pari Fútbol Club Meilleur club non qualifié pour la Copa Libertadores 2019 - Oriente Petrolero 2e Meilleur club non qualifié pour la Copa Libertadores 2019 - Nacional Potosi 3e Meilleur club non qualifié pour la Copa Libertadores 2019 - CD Guabirá Vainqueur play off Sudamericana - Antofagasta 4e Championnat du Chili de football 2018 - Colo-Colo 5e Championnat du Chili de football 2018 - La Calera 6e Championnat du Chili de football 2018 - Union Española 7e Championnat du Chili de football 2018 - Once Caldas 5e du classement cumulé 2018 - La Equidad 6e du classement cumulé 2018 - Rionegro Águilas 7e du classement cumulé 2018 - Deportivo Cali 8e du classement cumulé 2018 - Universidad Católica Meilleur club non qualifié pour la Copa Libertadores - CSD Macara 2e Meilleur club non qualifié pour la Copa Libertadores - Independiente del Valle 3e Meilleur club non qualifié pour la Copa Libertadores - Mushuc Runa SC Vainqueur des Play Off de qualification | - CA Independiente 6e du Championnat d'Argentine 2017-2018 - Racing Club 7e du Championnat d'Argentine 2017-2018 - Defensa y Justicia 9e du Championnat d'Argentine 2017-2018 - CA Unión 10e du Championnat d'Argentine 2017-2018 - Colon 11e du Championnat d'Argentine 2017-2018 - Argentinos Juniors 12e du Championnat d'Argentine 2017-2018 - Royal Pari Fútbol Club Meilleur club non qualifié pour la Copa Libertadores 2019 - Oriente Petrolero 2e Meilleur club non qualifié pour la Copa Libertadores 2019 - Nacional Potosi 3e Meilleur club non qualifié pour la Copa Libertadores 2019 - CD Guabirá Vainqueur play off Sudamericana - Antofagasta 4e Championnat du Chili de football 2018 - Colo-Colo 5e Championnat du Chili de football 2018 - La Calera 6e Championnat du Chili de football 2018 - Union Española 7e Championnat du Chili de football 2018 - Once Caldas 5e du classement cumulé 2018 - La Equidad 6e du classement cumulé 2018 - Rionegro Águilas 7e du classement cumulé 2018 - Deportivo Cali 8e du classement cumulé 2018 - Universidad Católica Meilleur club non qualifié pour la Copa Libertadores - CSD Macara 2e Meilleur club non qualifié pour la Copa Libertadores - Independiente del Valle 3e Meilleur club non qualifié pour la Copa Libertadores - Mushuc Runa SC Vainqueur des Play Off de qualification | - CA Independiente 6e du Championnat d'Argentine 2017-2018 - Racing Club 7e du Championnat d'Argentine 2017-2018 - Defensa y Justicia 9e du Championnat d'Argentine 2017-2018 - CA Unión 10e du Championnat d'Argentine 2017-2018 - Colon 11e du Championnat d'Argentine 2017-2018 - Argentinos Juniors 12e du Championnat d'Argentine 2017-2018 - Royal Pari Fútbol Club Meilleur club non qualifié pour la Copa Libertadores 2019 - Oriente Petrolero 2e Meilleur club non qualifié pour la Copa Libertadores 2019 - Nacional Potosi 3e Meilleur club non qualifié pour la Copa Libertadores 2019 - CD Guabirá Vainqueur play off Sudamericana - Antofagasta 4e Championnat du Chili de football 2018 - Colo-Colo 5e Championnat du Chili de football 2018 - La Calera 6e Championnat du Chili de football 2018 - Union Española 7e Championnat du Chili de football 2018 - Once Caldas 5e du classement cumulé 2018 - La Equidad 6e du classement cumulé 2018 - Rionegro Águilas 7e du classement cumulé 2018 - Deportivo Cali 8e du classement cumulé 2018 - Universidad Católica Meilleur club non qualifié pour la Copa Libertadores - CSD Macara 2e Meilleur club non qualifié pour la Copa Libertadores - Independiente del Valle 3e Meilleur club non qualifié pour la Copa Libertadores - Mushuc Runa SC Vainqueur des Play Off de qualification | - CA Independiente 6e du Championnat d'Argentine 2017-2018 - Racing Club 7e du Championnat d'Argentine 2017-2018 - Defensa y Justicia 9e du Championnat d'Argentine 2017-2018 - CA Unión 10e du Championnat d'Argentine 2017-2018 - Colon 11e du Championnat d'Argentine 2017-2018 - Argentinos Juniors 12e du Championnat d'Argentine 2017-2018 - Royal Pari Fútbol Club Meilleur club non qualifié pour la Copa Libertadores 2019 - Oriente Petrolero 2e Meilleur club non qualifié pour la Copa Libertadores 2019 - Nacional Potosi 3e Meilleur club non qualifié pour la Copa Libertadores 2019 - CD Guabirá Vainqueur play off Sudamericana - Antofagasta 4e Championnat du Chili de football 2018 - Colo-Colo 5e Championnat du Chili de football 2018 - La Calera 6e Championnat du Chili de football 2018 - Union Española 7e Championnat du Chili de football 2018 - Once Caldas 5e du classement cumulé 2018 - La Equidad 6e du classement cumulé 2018 - Rionegro Águilas 7e du classement cumulé 2018 - Deportivo Cali 8e du classement cumulé 2018 - Universidad Católica Meilleur club non qualifié pour la Copa Libertadores - CSD Macara 2e Meilleur club non qualifié pour la Copa Libertadores - Independiente del Valle 3e Meilleur club non qualifié pour la Copa Libertadores - Mushuc Runa SC Vainqueur des Play Off de qualification | - CA Independiente 6e du Championnat d'Argentine 2017-2018 - Racing Club 7e du Championnat d'Argentine 2017-2018 - Defensa y Justicia 9e du Championnat d'Argentine 2017-2018 - CA Unión 10e du Championnat d'Argentine 2017-2018 - Colon 11e du Championnat d'Argentine 2017-2018 - Argentinos Juniors 12e du Championnat d'Argentine 2017-2018 - Royal Pari Fútbol Club Meilleur club non qualifié pour la Copa Libertadores 2019 - Oriente Petrolero 2e Meilleur club non qualifié pour la Copa Libertadores 2019 - Nacional Potosi 3e Meilleur club non qualifié pour la Copa Libertadores 2019 - CD Guabirá Vainqueur play off Sudamericana - Antofagasta 4e Championnat du Chili de football 2018 - Colo-Colo 5e Championnat du Chili de football 2018 - La Calera 6e Championnat du Chili de football 2018 - Union Española 7e Championnat du Chili de football 2018 - Once Caldas 5e du classement cumulé 2018 - La Equidad 6e du classement cumulé 2018 - Rionegro Águilas 7e du classement cumulé 2018 - Deportivo Cali 8e du classement cumulé 2018 - Universidad Católica Meilleur club non qualifié pour la Copa Libertadores - CSD Macara 2e Meilleur club non qualifié pour la Copa Libertadores - Independiente del Valle 3e Meilleur club non qualifié pour la Copa Libertadores - Mushuc Runa SC Vainqueur des Play Off de qualification | - CA Independiente 6e du Championnat d'Argentine 2017-2018 - Racing Club 7e du Championnat d'Argentine 2017-2018 - Defensa y Justicia 9e du Championnat d'Argentine 2017-2018 - CA Unión 10e du Championnat d'Argentine 2017-2018 - Colon 11e du Championnat d'Argentine 2017-2018 - Argentinos Juniors 12e du Championnat d'Argentine 2017-2018 - Royal Pari Fútbol Club Meilleur club non qualifié pour la Copa Libertadores 2019 - Oriente Petrolero 2e Meilleur club non qualifié pour la Copa Libertadores 2019 - Nacional Potosi 3e Meilleur club non qualifié pour la Copa Libertadores 2019 - CD Guabirá Vainqueur play off Sudamericana - Antofagasta 4e Championnat du Chili de football 2018 - Colo-Colo 5e Championnat du Chili de football 2018 - La Calera 6e Championnat du Chili de football 2018 - Union Española 7e Championnat du Chili de football 2018 - Once Caldas 5e du classement cumulé 2018 - La Equidad 6e du classement cumulé 2018 - Rionegro Águilas 7e du classement cumulé 2018 - Deportivo Cali 8e du classement cumulé 2018 - Universidad Católica Meilleur club non qualifié pour la Copa Libertadores - CSD Macara 2e Meilleur club non qualifié pour la Copa Libertadores - Independiente del Valle 3e Meilleur club non qualifié pour la Copa Libertadores - Mushuc Runa SC Vainqueur des Play Off de qualification | - CA Independiente 6e du Championnat d'Argentine 2017-2018 - Racing Club 7e du Championnat d'Argentine 2017-2018 - Defensa y Justicia 9e du Championnat d'Argentine 2017-2018 - CA Unión 10e du Championnat d'Argentine 2017-2018 - Colon 11e du Championnat d'Argentine 2017-2018 - Argentinos Juniors 12e du Championnat d'Argentine 2017-2018 - Royal Pari Fútbol Club Meilleur club non qualifié pour la Copa Libertadores 2019 - Oriente Petrolero 2e Meilleur club non qualifié pour la Copa Libertadores 2019 - Nacional Potosi 3e Meilleur club non qualifié pour la Copa Libertadores 2019 - CD Guabirá Vainqueur play off Sudamericana - Antofagasta 4e Championnat du Chili de football 2018 - Colo-Colo 5e Championnat du Chili de football 2018 - La Calera 6e Championnat du Chili de football 2018 - Union Española 7e Championnat du Chili de football 2018 - Once Caldas 5e du classement cumulé 2018 - La Equidad 6e du classement cumulé 2018 - Rionegro Águilas 7e du classement cumulé 2018 - Deportivo Cali 8e du classement cumulé 2018 - Universidad Católica Meilleur club non qualifié pour la Copa Libertadores - CSD Macara 2e Meilleur club non qualifié pour la Copa Libertadores - Independiente del Valle 3e Meilleur club non qualifié pour la Copa Libertadores - Mushuc Runa SC Vainqueur des Play Off de qualification | - CA Independiente 6e du Championnat d'Argentine 2017-2018 - Racing Club 7e du Championnat d'Argentine 2017-2018 - Defensa y Justicia 9e du Championnat d'Argentine 2017-2018 - CA Unión 10e du Championnat d'Argentine 2017-2018 - Colon 11e du Championnat d'Argentine 2017-2018 - Argentinos Juniors 12e du Championnat d'Argentine 2017-2018 - Royal Pari Fútbol Club Meilleur club non qualifié pour la Copa Libertadores 2019 - Oriente Petrolero 2e Meilleur club non qualifié pour la Copa Libertadores 2019 - Nacional Potosi 3e Meilleur club non qualifié pour la Copa Libertadores 2019 - CD Guabirá Vainqueur play off Sudamericana - Antofagasta 4e Championnat du Chili de football 2018 - Colo-Colo 5e Championnat du Chili de football 2018 - La Calera 6e Championnat du Chili de football 2018 - Union Española 7e Championnat du Chili de football 2018 - Once Caldas 5e du classement cumulé 2018 - La Equidad 6e du classement cumulé 2018 - Rionegro Águilas 7e du classement cumulé 2018 - Deportivo Cali 8e du classement cumulé 2018 - Universidad Católica Meilleur club non qualifié pour la Copa Libertadores - CSD Macara 2e Meilleur club non qualifié pour la Copa Libertadores - Independiente del Valle 3e Meilleur club non qualifié pour la Copa Libertadores - Mushuc Runa SC Vainqueur des Play Off de qualification | - Botafogo 9e du Championnat du Brésil de football 2018 - Santos FC 10e du Championnat du Brésil de football 2018 - Bahia 11e du Championnat du Brésil de football 2018 - Fluminense 12e du Championnat du Brésil de football 2018 - Corinthians 13e du Championnat du Brésil de football 2018 - Chapecoense 14e du Championnat du Brésil de football 2018 - Sol de América 5e du classement cumulé en championnat du Paraguay de football 2018 - Independiente Campo Grande 6e du classement cumulé en championnat du Paraguay de football 2018 - Deportivo Santaní 7e du classement cumulé en championnat du Paraguay de football 2018 - Club Guaraní 8e du classement cumulé en championnat du Paraguay de football 2018 - Deportivo Municipal 5e du classement cumulé en 2018 - Universidad Técnica de Cajamarca 6e du classement cumulé en 2018 - Sport Huancayo 7e du classement cumulé en 2018 - Deportivo Binacional 8e du classement cumulé en 2018 - Club Atlético Cerro 5e du Championnat d'Uruguay de football en 2018 - Liverpool Fútbol Club 6e du Championnat d'Uruguay de football en 2018 - Montevideo Wanderers 8e du Championnat d'Uruguay de football en 2018 - CA River Plate 9e du Championnat d'Uruguay de football en 2018 - Zulia Fútbol Club Vainqueur de la Coupe du Venezuela 2018 - Mineros Guayana vice champion du tournoi d'ouverture 2018 - Monagas SC champion du tournoi de clôture 2018 - Estudiantes de Mérida Meilleure équipe non qualifié pour la Copa Libertadores du classement cumulé 2018 | - Botafogo 9e du Championnat du Brésil de football 2018 - Santos FC 10e du Championnat du Brésil de football 2018 - Bahia 11e du Championnat du Brésil de football 2018 - Fluminense 12e du Championnat du Brésil de football 2018 - Corinthians 13e du Championnat du Brésil de football 2018 - Chapecoense 14e du Championnat du Brésil de football 2018 - Sol de América 5e du classement cumulé en championnat du Paraguay de football 2018 - Independiente Campo Grande 6e du classement cumulé en championnat du Paraguay de football 2018 - Deportivo Santaní 7e du classement cumulé en championnat du Paraguay de football 2018 - Club Guaraní 8e du classement cumulé en championnat du Paraguay de football 2018 - Deportivo Municipal 5e du classement cumulé en 2018 - Universidad Técnica de Cajamarca 6e du classement cumulé en 2018 - Sport Huancayo 7e du classement cumulé en 2018 - Deportivo Binacional 8e du classement cumulé en 2018 - Club Atlético Cerro 5e du Championnat d'Uruguay de football en 2018 - Liverpool Fútbol Club 6e du Championnat d'Uruguay de football en 2018 - Montevideo Wanderers 8e du Championnat d'Uruguay de football en 2018 - CA River Plate 9e du Championnat d'Uruguay de football en 2018 - Zulia Fútbol Club Vainqueur de la Coupe du Venezuela 2018 - Mineros Guayana vice champion du tournoi d'ouverture 2018 - Monagas SC champion du tournoi de clôture 2018 - Estudiantes de Mérida Meilleure équipe non qualifié pour la Copa Libertadores du classement cumulé 2018 | - Botafogo 9e du Championnat du Brésil de football 2018 - Santos FC 10e du Championnat du Brésil de football 2018 - Bahia 11e du Championnat du Brésil de football 2018 - Fluminense 12e du Championnat du Brésil de football 2018 - Corinthians 13e du Championnat du Brésil de football 2018 - Chapecoense 14e du Championnat du Brésil de football 2018 - Sol de América 5e du classement cumulé en championnat du Paraguay de football 2018 - Independiente Campo Grande 6e du classement cumulé en championnat du Paraguay de football 2018 - Deportivo Santaní 7e du classement cumulé en championnat du Paraguay de football 2018 - Club Guaraní 8e du classement cumulé en championnat du Paraguay de football 2018 - Deportivo Municipal 5e du classement cumulé en 2018 - Universidad Técnica de Cajamarca 6e du classement cumulé en 2018 - Sport Huancayo 7e du classement cumulé en 2018 - Deportivo Binacional 8e du classement cumulé en 2018 - Club Atlético Cerro 5e du Championnat d'Uruguay de football en 2018 - Liverpool Fútbol Club 6e du Championnat d'Uruguay de football en 2018 - Montevideo Wanderers 8e du Championnat d'Uruguay de football en 2018 - CA River Plate 9e du Championnat d'Uruguay de football en 2018 - Zulia Fútbol Club Vainqueur de la Coupe du Venezuela 2018 - Mineros Guayana vice champion du tournoi d'ouverture 2018 - Monagas SC champion du tournoi de clôture 2018 - Estudiantes de Mérida Meilleure équipe non qualifié pour la Copa Libertadores du classement cumulé 2018 | - Botafogo 9e du Championnat du Brésil de football 2018 - Santos FC 10e du Championnat du Brésil de football 2018 - Bahia 11e du Championnat du Brésil de football 2018 - Fluminense 12e du Championnat du Brésil de football 2018 - Corinthians 13e du Championnat du Brésil de football 2018 - Chapecoense 14e du Championnat du Brésil de football 2018 - Sol de América 5e du classement cumulé en championnat du Paraguay de football 2018 - Independiente Campo Grande 6e du classement cumulé en championnat du Paraguay de football 2018 - Deportivo Santaní 7e du classement cumulé en championnat du Paraguay de football 2018 - Club Guaraní 8e du classement cumulé en championnat du Paraguay de football 2018 - Deportivo Municipal 5e du classement cumulé en 2018 - Universidad Técnica de Cajamarca 6e du classement cumulé en 2018 - Sport Huancayo 7e du classement cumulé en 2018 - Deportivo Binacional 8e du classement cumulé en 2018 - Club Atlético Cerro 5e du Championnat d'Uruguay de football en 2018 - Liverpool Fútbol Club 6e du Championnat d'Uruguay de football en 2018 - Montevideo Wanderers 8e du Championnat d'Uruguay de football en 2018 - CA River Plate 9e du Championnat d'Uruguay de football en 2018 - Zulia Fútbol Club Vainqueur de la Coupe du Venezuela 2018 - Mineros Guayana vice champion du tournoi d'ouverture 2018 - Monagas SC champion du tournoi de clôture 2018 - Estudiantes de Mérida Meilleure équipe non qualifié pour la Copa Libertadores du classement cumulé 2018 | - Botafogo 9e du Championnat du Brésil de football 2018 - Santos FC 10e du Championnat du Brésil de football 2018 - Bahia 11e du Championnat du Brésil de football 2018 - Fluminense 12e du Championnat du Brésil de football 2018 - Corinthians 13e du Championnat du Brésil de football 2018 - Chapecoense 14e du Championnat du Brésil de football 2018 - Sol de América 5e du classement cumulé en championnat du Paraguay de football 2018 - Independiente Campo Grande 6e du classement cumulé en championnat du Paraguay de football 2018 - Deportivo Santaní 7e du classement cumulé en championnat du Paraguay de football 2018 - Club Guaraní 8e du classement cumulé en championnat du Paraguay de football 2018 - Deportivo Municipal 5e du classement cumulé en 2018 - Universidad Técnica de Cajamarca 6e du classement cumulé en 2018 - Sport Huancayo 7e du classement cumulé en 2018 - Deportivo Binacional 8e du classement cumulé en 2018 - Club Atlético Cerro 5e du Championnat d'Uruguay de football en 2018 - Liverpool Fútbol Club 6e du Championnat d'Uruguay de football en 2018 - Montevideo Wanderers 8e du Championnat d'Uruguay de football en 2018 - CA River Plate 9e du Championnat d'Uruguay de football en 2018 - Zulia Fútbol Club Vainqueur de la Coupe du Venezuela 2018 - Mineros Guayana vice champion du tournoi d'ouverture 2018 - Monagas SC champion du tournoi de clôture 2018 - Estudiantes de Mérida Meilleure équipe non qualifié pour la Copa Libertadores du classement cumulé 2018 | - Botafogo 9e du Championnat du Brésil de football 2018 - Santos FC 10e du Championnat du Brésil de football 2018 - Bahia 11e du Championnat du Brésil de football 2018 - Fluminense 12e du Championnat du Brésil de football 2018 - Corinthians 13e du Championnat du Brésil de football 2018 - Chapecoense 14e du Championnat du Brésil de football 2018 - Sol de América 5e du classement cumulé en championnat du Paraguay de football 2018 - Independiente Campo Grande 6e du classement cumulé en championnat du Paraguay de football 2018 - Deportivo Santaní 7e du classement cumulé en championnat du Paraguay de football 2018 - Club Guaraní 8e du classement cumulé en championnat du Paraguay de football 2018 - Deportivo Municipal 5e du classement cumulé en 2018 - Universidad Técnica de Cajamarca 6e du classement cumulé en 2018 - Sport Huancayo 7e du classement cumulé en 2018 - Deportivo Binacional 8e du classement cumulé en 2018 - Club Atlético Cerro 5e du Championnat d'Uruguay de football en 2018 - Liverpool Fútbol Club 6e du Championnat d'Uruguay de football en 2018 - Montevideo Wanderers 8e du Championnat d'Uruguay de football en 2018 - CA River Plate 9e du Championnat d'Uruguay de football en 2018 - Zulia Fútbol Club Vainqueur de la Coupe du Venezuela 2018 - Mineros Guayana vice champion du tournoi d'ouverture 2018 - Monagas SC champion du tournoi de clôture 2018 - Estudiantes de Mérida Meilleure équipe non qualifié pour la Copa Libertadores du classement cumulé 2018 | - Botafogo 9e du Championnat du Brésil de football 2018 - Santos FC 10e du Championnat du Brésil de football 2018 - Bahia 11e du Championnat du Brésil de football 2018 - Fluminense 12e du Championnat du Brésil de football 2018 - Corinthians 13e du Championnat du Brésil de football 2018 - Chapecoense 14e du Championnat du Brésil de football 2018 - Sol de América 5e du classement cumulé en championnat du Paraguay de football 2018 - Independiente Campo Grande 6e du classement cumulé en championnat du Paraguay de football 2018 - Deportivo Santaní 7e du classement cumulé en championnat du Paraguay de football 2018 - Club Guaraní 8e du classement cumulé en championnat du Paraguay de football 2018 - Deportivo Municipal 5e du classement cumulé en 2018 - Universidad Técnica de Cajamarca 6e du classement cumulé en 2018 - Sport Huancayo 7e du classement cumulé en 2018 - Deportivo Binacional 8e du classement cumulé en 2018 - Club Atlético Cerro 5e du Championnat d'Uruguay de football en 2018 - Liverpool Fútbol Club 6e du Championnat d'Uruguay de football en 2018 - Montevideo Wanderers 8e du Championnat d'Uruguay de football en 2018 - CA River Plate 9e du Championnat d'Uruguay de football en 2018 - Zulia Fútbol Club Vainqueur de la Coupe du Venezuela 2018 - Mineros Guayana vice champion du tournoi d'ouverture 2018 - Monagas SC champion du tournoi de clôture 2018 - Estudiantes de Mérida Meilleure équipe non qualifié pour la Copa Libertadores du classement cumulé 2018 | - Botafogo 9e du Championnat du Brésil de football 2018 - Santos FC 10e du Championnat du Brésil de football 2018 - Bahia 11e du Championnat du Brésil de football 2018 - Fluminense 12e du Championnat du Brésil de football 2018 - Corinthians 13e du Championnat du Brésil de football 2018 - Chapecoense 14e du Championnat du Brésil de football 2018 - Sol de América 5e du classement cumulé en championnat du Paraguay de football 2018 - Independiente Campo Grande 6e du classement cumulé en championnat du Paraguay de football 2018 - Deportivo Santaní 7e du classement cumulé en championnat du Paraguay de football 2018 - Club Guaraní 8e du classement cumulé en championnat du Paraguay de football 2018 - Deportivo Municipal 5e du classement cumulé en 2018 - Universidad Técnica de Cajamarca 6e du classement cumulé en 2018 - Sport Huancayo 7e du classement cumulé en 2018 - Deportivo Binacional 8e du classement cumulé en 2018 - Club Atlético Cerro 5e du Championnat d'Uruguay de football en 2018 - Liverpool Fútbol Club 6e du Championnat d'Uruguay de football en 2018 - Montevideo Wanderers 8e du Championnat d'Uruguay de football en 2018 - CA River Plate 9e du Championnat d'Uruguay de football en 2018 - Zulia Fútbol Club Vainqueur de la Coupe du Venezuela 2018 - Mineros Guayana vice champion du tournoi d'ouverture 2018 - Monagas SC champion du tournoi de clôture 2018 - Estudiantes de Mérida Meilleure équipe non qualifié pour la Copa Libertadores du classement cumulé 2018 |

## Compétition

### Premier tour
Les 22 qualifiés après matchs aller et retour seront rejoint au deuxième tour par les deux meilleurs repêchés du 3e tour de qualification de la Copa Libertadores et les huit troisièmes repêchés de la phase de groupes de la Copa Libertadores
Tirage au sort du premier tour effectué le 17 décembre 2018.
Les matchs se déroulent entre le 5 février et le 8 mai 2019.
| Équipe 1                         | Score       | Équipe 2                | Aller | Retour |
| -------------------------------- | ----------- | ----------------------- | ----- | ------ |
| Montevideo Wanderers             | 3-1         | Sport Huancayo          | 2-0   | 1-1    |
| Bahia                            | 0-1         | Liverpool Fútbol Club   | 0-1   | 0-0    |
| CA Independiente                 | 6-2         | Deportivo Binacional    | 4-1   | 2-1    |
| Rionegro Águilas                 | 2-2(3-0tab) | Oriente Petrolero       | 1-1   | 1-1    |
| Argentinos Juniors               | 2-1         | Estudiantes de Mérida   | 2-0   | 0-1    |
| Deportivo Municipal              | 0-5         | CA Colon                | 0-3   | 0-2    |
| Union Española                   | 2-2(6-5tab) | Mushuc Runa SC          | 1-1   | 1-1    |
| Universidad Técnica de Cajamarca | 1-3         | Club Atlético Cerro     | 1-1   | 1-3    |
| Deportivo Santaní                | 3-1         | Once Caldas             | 1-1   | 2-0    |
| Universidad Católica             | 1-1(3-0tab) | Colo-Colo               | 0-1   | 1-0    |
| CA River Plate                   | 1E-1        | Santos FC               | 0-0   | 1-1    |
| CSD Macara                       | 5-1         | CD Guabirá              | 2-1   | 3-0    |
| Royal Pari FC                    | 3-3(4-2tab) | Monagas SC              | 2-1   | 1-2    |
| Mineros Guayana                  | 1-1(3-4tab) | Sol de América          | 1-0   | 0-1    |
| La Calera                        | 1E-1        | Chapecoense             | 0-0   | 1-1    |
| Deportivo Cali                   | 1-1(4-1tab) | Club Guaraní            | 1-0   | 0-1    |
| Nacional Potosi                  | 1-1(0-2tab) | Zulia Fútbol Club       | 0-1   | 1-0    |
| Corinthians                      | 2-2(5-4tab) | Racing Club             | 1-1   | 1-1    |
| Independiente Campo Grande       | 0-0(3-4tab) | La Equidad              | 0-0   | 0-0    |
| Fluminense                       | 2-1         | Antofagasta             | 0-0   | 2-1    |
| CA Unión                         | 2-2(2-4tab) | Independiente del Valle | 2-0   | 0-2    |
| Botafogo                         | 4-0         | Defensa y Justicia      | 1-0   | 3-0    |

- (E) : Règle des buts marqués à l'extérieur
- (tab) : Tirs au but

### Deuxième tour
Le tirage au sort du deuxième tour a lieu le 13 mai 2019 à Luque, Paraguay. Les matchs allers se déroulent du 21 au 23 mai et les matchs retour du 28 au 30 mai 2019.
| Équipe 1                         | Score       | Équipe 2                            | Aller | Retour |
| -------------------------------- | ----------- | ----------------------------------- | ----- | ------ |
| La Equidad                       | 4-1         | Deportivo Santaní                   | 2-0   | 2-1    |
| Independiente del Valle          | 7-3         | Club Deportivo Universidad Católica | 5-0   | 2-3    |
| Fluminense Football Club         | 4-2         | Atlético Nacional                   | 4-1   | 0-1    |
| Unión Española                   | 0-6         | Club Sporting Cristal               | 0-3   | 0-3    |
| Argentinos Juniors               | 1-0         | Corporación Club Deportes Tolima    | 1-0   | 0-0    |
| Montevideo Wanderers             | 1-0         | Club Atlético Cerro                 | 0-0   | 1-0    |
| Universidad Católica del Ecuador | 6-0         | Foot Ball Club Melgar               | 6-0   | 0-0    |
| Deportes Unión La Calera         | 1-1(0-3tab) | Clube Atlético Mineiro              | 1-0   | 0-1    |
| Club Sol de América              | 0-5         | Botafogo                            | 0-1   | 0-4    |
| Rionegro Águilas                 | 3-4         | CA Independiente                    | 3-2   | 0-2    |
| Sport Club Corinthians Paulista  | 4-0         | Club Deportivo Lara                 | 2-0   | 2-0    |
| River Plate                      | 1-3         | Club Atlético Colón                 | 0-0   | 1-3    |
| Zulia Fútbol Club                | 3-1         | Club Deportivo Palestino            | 2-1   | 1-0    |
| Asociación Deportivo Cali        | 1-3         | Club Atlético Peñarol               | 1-1   | 0-2    |
| Liverpool Fútbol Club            | 1-2         | Caracas Futbol Club                 | 1-0   | 0-2    |
| Royal Pari Fútbol Club           | 3E-3        | CSD Macara                          | 1-0   | 2-3    |

### Huitièmes de finale
À partir des huitièmes de finale, les clubs disputent un tournoi à élimination directe, avec matchs aller et retour où le club avec le meilleur coefficient reçoit lors du match retour. Les rencontres se dérouleront du 23 juillet au 1er août 2019.
| Équipe 1                        | Score       | Équipe 2                         | Aller | Retour |
| ------------------------------- | ----------- | -------------------------------- | ----- | ------ |
| Royal Pari Fútbol Club          | 2-4         | La Equidad                       | 1-2   | 1-2    |
| Caracas Futbol Club             | 0-2         | Independiente del Valle          | 0-0   | 0-2    |
| Club Atlético Peñarol           | 2-5         | Fluminense Football Club         | 1-2   | 1-3    |
| Zulia Fútbol Club               | 3E-3        | Club Sporting Cristal            | 1-0   | 2-3    |
| Club Atlético Colón             | 1-1(4-3tab) | Argentinos Juniors               | 0-1   | 1-0    |
| Sport Club Corinthians Paulista | 4-1         | Montevideo Wanderers Fútbol Club | 2-0   | 2-1    |
| CA Independiente                | 3E-3        | CD Universidad Católica          | 1-0   | 2-3    |
| Botafogo                        | 0-3         | Clube Atlético Mineiro           | 0-1   | 0-2    |

### Quarts de finale
Matchs aller du 20 au 22 août, matchs retour du 27 au 29 août 2019.
| Équipe 1          | Score | Équipe 2                | Aller | Retour |
| ----------------- | ----- | ----------------------- | ----- | ------ |
| Atlético Mineiro  | 5-2   | La Equidad              | 2-1   | 3-1    |
| CA Independiente  | 2-2E  | Independiente del Valle | 2-1   | 0-1    |
| Zulia Fútbol Club | 1-4   | Club Atlético Colón     | 1-0   | 0-4    |
| Corinthians       | 1E-1  | Fluminense              | 0-0   | 1-1    |

### Demi-finales
Matchs aller les 18 et 19 septembre, matchs retour les 25 et 26 septembre 2019.
| Équipe 1            | Score          | Équipe 2                | Aller | Retour  |
| ------------------- | -------------- | ----------------------- | ----- | ------- |
| Corinthians         | 2 - 4          | Independiente del Valle | 0 - 2 | 2 - 2   |
| Club Atlético Colón | 3 - 3 4 - 3tab | Atlético Mineiro        | 2 - 1 | 1 - 2ap |

### Finale
La finale se joue le 9 novembre 2019 au Stade Defensores del Chaco d'Asuncion au Paraguay.
| Club                | Score | Club                    |
| ------------------- | ----- | ----------------------- |
| Club Atlético Colón | 1 - 3 | Independiente del Valle |

### Tableau final
|  | Huitièmes de finale     | Huitièmes de finale     | Huitièmes de finale     | Huitièmes de finale     |                     |                     | Quarts de finale | Quarts de finale | Quarts de finale | Quarts de finale |  |  | Demi-finales | Demi-finales | Demi-finales | Demi-finales |  |  | Finale | Finale | Finale | Finale |
|  |                         |                         |                         |                         |                     |                     |                  |                  |                  |                  |  |  |              |              |              |              |  |  |        |        |        |        |
|  |                         |                         |                         |                         |                     |                     |                  |                  |                  |                  |  |  |              |              |              |              |  |  |        |        |        |        |
|  | Zulia Fútbol Club       | Zulia Fútbol Club       | 1                       | 2                       |                     |                     |                  |                  |                  |                  |  |  |              |              |              |              |  |  |        |        |        |        |
|  | Zulia Fútbol Club       | Zulia Fútbol Club       | 1                       | 2                       |                     |                     |                  |                  |                  |                  |  |  |              |              |              |              |  |  |        |        |        |        |
|  | Club Sporting Cristal   | Club Sporting Cristal   | 0                       | 3                       |                     |                     |                  |                  |                  |                  |  |  |              |              |              |              |  |  |        |        |        |        |
|  | Club Sporting Cristal   | Club Sporting Cristal   | 0                       | 3                       | Zulia Fútbol Club   | Zulia Fútbol Club   | 1                | 0                |                  |                  |  |  |              |              |              |              |  |  |        |        |        |        |
|  |                         |                         |                         |                         | Zulia Fútbol Club   | Zulia Fútbol Club   | 1                | 0                |                  |                  |  |  |              |              |              |              |  |  |        |        |        |        |
|  |                         |                         | Club Atlético Colón     | Club Atlético Colón     | 0                   | 4                   |                  |                  |                  |                  |  |  |              |              |              |              |  |  |        |        |        |        |
|  | Club Atlético Colón     | Club Atlético Colón     | Club Atlético Colón     | Club Atlético Colón     | 0                   | 4                   | 0                | 1                |                  |                  |  |  |              |              |              |              |  |  |        |        |        |        |
|  | Club Atlético Colón     | Club Atlético Colón     |                         |                         |                     |                     |                  | 1                |                  |                  |  |  |              |              |              |              |  |  |        |        |        |        |
|  | Argentinos Juniors      | Argentinos Juniors      | 1                       | 0                       |                     |                     |                  |                  |                  |                  |  |  |              |              |              |              |  |  |        |        |        |        |
|  | Argentinos Juniors      | Argentinos Juniors      | 1                       | 0                       | Club Atlético Colón | Club Atlético Colón | 2                | 1(4)             |                  |                  |  |  |              |              |              |              |  |  |        |        |        |        |
|  |                         |                         |                         |                         | Club Atlético Colón | Club Atlético Colón | 2                | 1(4)             |                  |                  |  |  |              |              |              |              |  |  |        |        |        |        |
|  |                         |                         | Atlético Mineiro        | Atlético Mineiro        | 1                   | 2(3)                |                  |                  |                  |                  |  |  |              |              |              |              |  |  |        |        |        |        |
|  | Botafogo                | Botafogo                | Atlético Mineiro        | Atlético Mineiro        | 1                   | 2(3)                | 0                | 0                |                  |                  |  |  |              |              |              |              |  |  |        |        |        |        |
|  | Botafogo                | Botafogo                |                         |                         |                     |                     |                  | 0                |                  |                  |  |  |              |              |              |              |  |  |        |        |        |        |
|  | Atlético Mineiro        | Atlético Mineiro        | 1                       | 2                       |                     |                     |                  |                  |                  |                  |  |  |              |              |              |              |  |  |        |        |        |        |
|  | Atlético Mineiro        | Atlético Mineiro        | 1                       | 2                       | Atlético Mineiro    | Atlético Mineiro    | 2                | 3                |                  |                  |  |  |              |              |              |              |  |  |        |        |        |        |
|  |                         |                         |                         |                         | Atlético Mineiro    | Atlético Mineiro    | 2                | 3                |                  |                  |  |  |              |              |              |              |  |  |        |        |        |        |
|  |                         |                         | La Equidad              | La Equidad              | 1                   | 1                   |                  |                  |                  |                  |  |  |              |              |              |              |  |  |        |        |        |        |
|  | Royal Pari Fútbol Club  | Royal Pari Fútbol Club  | La Equidad              | La Equidad              | 1                   | 1                   | 1                | 1                |                  |                  |  |  |              |              |              |              |  |  |        |        |        |        |
|  | Royal Pari Fútbol Club  | Royal Pari Fútbol Club  |                         |                         |                     |                     |                  | 1                |                  |                  |  |  |              |              |              |              |  |  |        |        |        |        |
|  | La Equidad              | La Equidad              | 2                       | 2                       |                     |                     |                  |                  |                  |                  |  |  |              |              |              |              |  |  |        |        |        |        |
|  | La Equidad              | La Equidad              | 2                       | 2                       | Club Atlético Colón | Club Atlético Colón | 1                | 1                |                  |                  |  |  |              |              |              |              |  |  |        |        |        |        |
|  |                         |                         |                         |                         | Club Atlético Colón | Club Atlético Colón | 1                | 1                |                  |                  |  |  |              |              |              |              |  |  |        |        |        |        |
|  |                         |                         | Independiente del Valle | Independiente del Valle | 3                   | 3                   |                  |                  |                  |                  |  |  |              |              |              |              |  |  |        |        |        |        |
|  | Corinthians             | Corinthians             | Independiente del Valle | Independiente del Valle | 3                   | 3                   | 2                | 2                |                  |                  |  |  |              |              |              |              |  |  |        |        |        |        |
|  | Corinthians             | Corinthians             |                         |                         |                     |                     |                  | 2                |                  |                  |  |  |              |              |              |              |  |  |        |        |        |        |
|  | Montevideo Wanderers    | Montevideo Wanderers    | 0                       | 1                       |                     |                     |                  |                  |                  |                  |  |  |              |              |              |              |  |  |        |        |        |        |
|  | Montevideo Wanderers    | Montevideo Wanderers    | 0                       | 1                       | Corinthians         | Corinthians         | 0                | 1                |                  |                  |  |  |              |              |              |              |  |  |        |        |        |        |
|  |                         |                         |                         |                         | Corinthians         | Corinthians         | 0                | 1                |                  |                  |  |  |              |              |              |              |  |  |        |        |        |        |
|  |                         |                         | Fluminense              | Fluminense              | 0                   | 1                   |                  |                  |                  |                  |  |  |              |              |              |              |  |  |        |        |        |        |
|  | Club Atlético Peñarol   | Club Atlético Peñarol   | Fluminense              | Fluminense              | 0                   | 1                   | 1                | 1                |                  |                  |  |  |              |              |              |              |  |  |        |        |        |        |
|  | Club Atlético Peñarol   | Club Atlético Peñarol   |                         |                         |                     |                     |                  | 1                |                  |                  |  |  |              |              |              |              |  |  |        |        |        |        |
|  | Fluminense              | Fluminense              | 2                       | 3                       |                     |                     |                  |                  |                  |                  |  |  |              |              |              |              |  |  |        |        |        |        |
|  | Fluminense              | Fluminense              | 2                       | 3                       | Corinthians         | Corinthians         | 0                | 2                |                  |                  |  |  |              |              |              |              |  |  |        |        |        |        |
|  |                         |                         |                         |                         | Corinthians         | Corinthians         | 0                | 2                |                  |                  |  |  |              |              |              |              |  |  |        |        |        |        |
|  |                         |                         | Independiente del Valle | Independiente del Valle | 2                   | 2                   |                  |                  |                  |                  |  |  |              |              |              |              |  |  |        |        |        |        |
|  | CA Independiente        | CA Independiente        | Independiente del Valle | Independiente del Valle | 2                   | 2                   | 1                | 2                |                  |                  |  |  |              |              |              |              |  |  |        |        |        |        |
|  | CA Independiente        | CA Independiente        |                         |                         |                     |                     |                  | 2                |                  |                  |  |  |              |              |              |              |  |  |        |        |        |        |
|  | CD Universidad Católica | CD Universidad Católica | 0                       | 3                       |                     |                     |                  |                  |                  |                  |  |  |              |              |              |              |  |  |        |        |        |        |
|  | CD Universidad Católica | CD Universidad Católica | 0                       | 3                       | CA Independiente    | CA Independiente    | 2                | 0                |                  |                  |  |  |              |              |              |              |  |  |        |        |        |        |
|  |                         |                         |                         |                         | CA Independiente    | CA Independiente    | 2                | 0                |                  |                  |  |  |              |              |              |              |  |  |        |        |        |        |
|  |                         |                         | Independiente del Valle | Independiente del Valle | 1                   | 1                   |                  |                  |                  |                  |  |  |              |              |              |              |  |  |        |        |        |        |
|  | Caracas FC              | Caracas FC              | Independiente del Valle | Independiente del Valle | 1                   | 1                   | 0                | 0                |                  |                  |  |  |              |              |              |              |  |  |        |        |        |        |
|  | Caracas FC              | Caracas FC              |                         |                         |                     |                     |                  | 0                |                  |                  |  |  |              |              |              |              |  |  |        |        |        |        |
|  | Independiente del Valle | Independiente del Valle | 0                       | 2                       |                     |                     |                  |                  |                  |                  |  |  |              |              |              |              |  |  |        |        |        |        |
|  | Independiente del Valle | Independiente del Valle | 0                       | 2                       |                     |                     |                  |                  |                  |                  |  |  |              |              |              |              |  |  |        |        |        |        |
|  |                         |                         |                         |                         |                     |                     |                  |                  |                  |                  |  |  |              |              |              |              |  |  |        |        |        |        |

## Classements annexes